# Nikša Đujić
Nikša Đujić (* 9. März 1952) ist ein ehemaliger jugoslawischer Fußballspieler.

## Karriere
Nikša Đujić begann seine Karriere im Herrenbereich 1973 bei OFK Belgrad. Für die Belgrader bestritt er insgesamt 183 Spiele, darunter 141 Ligaspiele.
1981 verließ Đujić Jugoslawien und unterschrieb einen Kontrakt bei Hertha BSC. Bei den West-Berlinern konnte er sich jedoch unter den Übungsleitern Uwe Klimaschefski und Georg Gawliczek in der Zweitliga-Spielzeit 1981/82 nicht durchsetzen und bestritt lediglich fünf Partien. Nachdem mit Platz zwei hinter dem FC Schalke 04 der Aufstieg in die 1. Bundesliga feststand, verließ er Hertha wieder.
Im Anschluss an seine Spielerkarriere war Nikša Đujić Mitglied im Vorstand vom OFK Belgrad.